# Kanton Marvejols
Kanton Marvejols (francouzsky Canton de Marvejols) je francouzský kanton v departementu Lozère v regionu Languedoc-Roussillon. Tvoří ho 11 obcí.

## Obce kantonu
- Antrenas
- Le Buisson
- Gabrias
- Grèzes
- Marvejols
- Montrodat
- Palhers
- Recoules-de-Fumas
- Saint-Bonnet-de-Chirac
- Saint-Laurent-de-Muret
- Saint-Léger-de-Peyre